# 四川风毛菊
四川风毛菊（学名：Saussurea sutchuenensis）为菊科风毛菊属下的一个种。

## 扩展阅读
- 維基物種上的相關：四川风毛菊